# Szaroporka odymiona

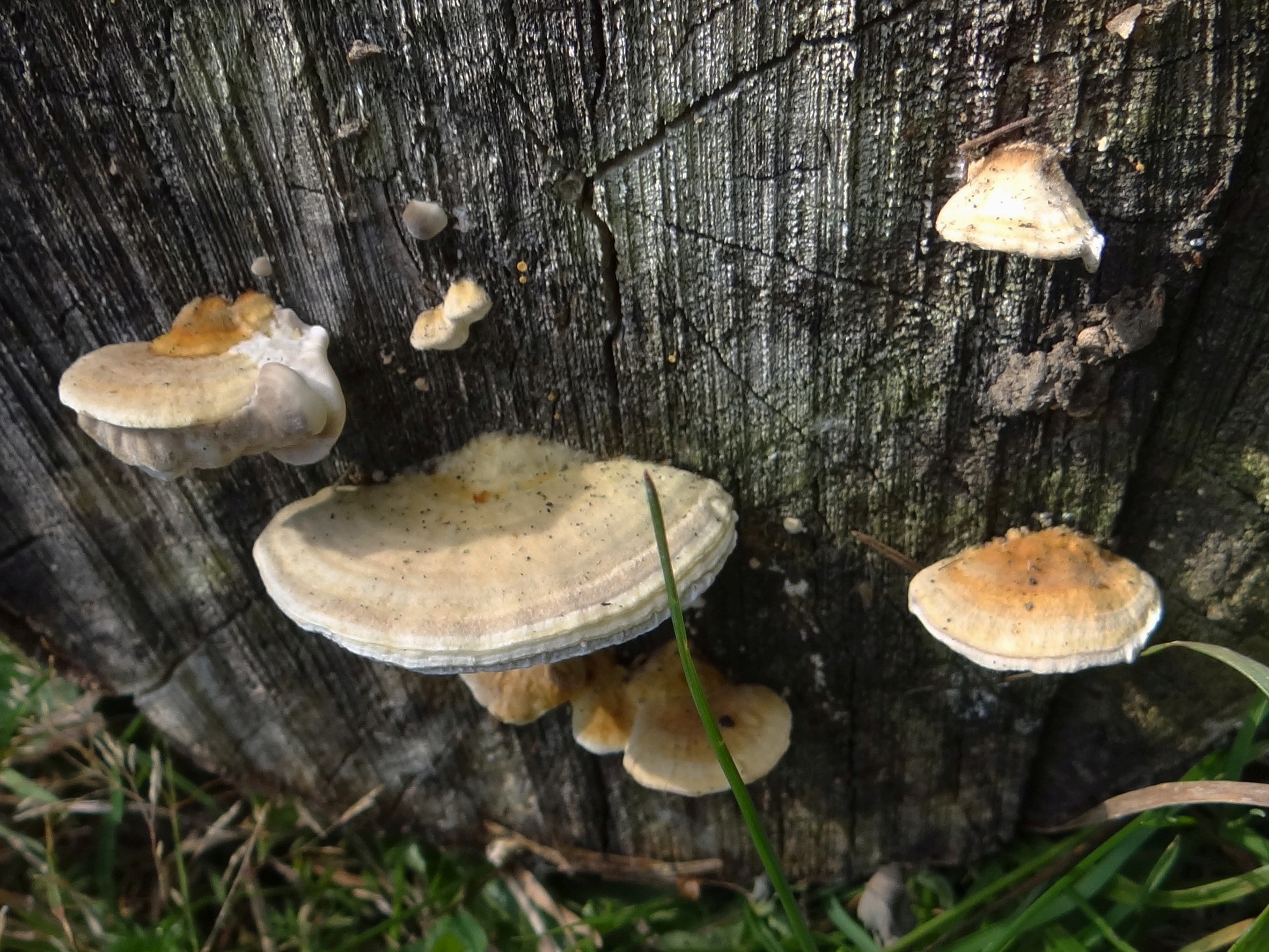

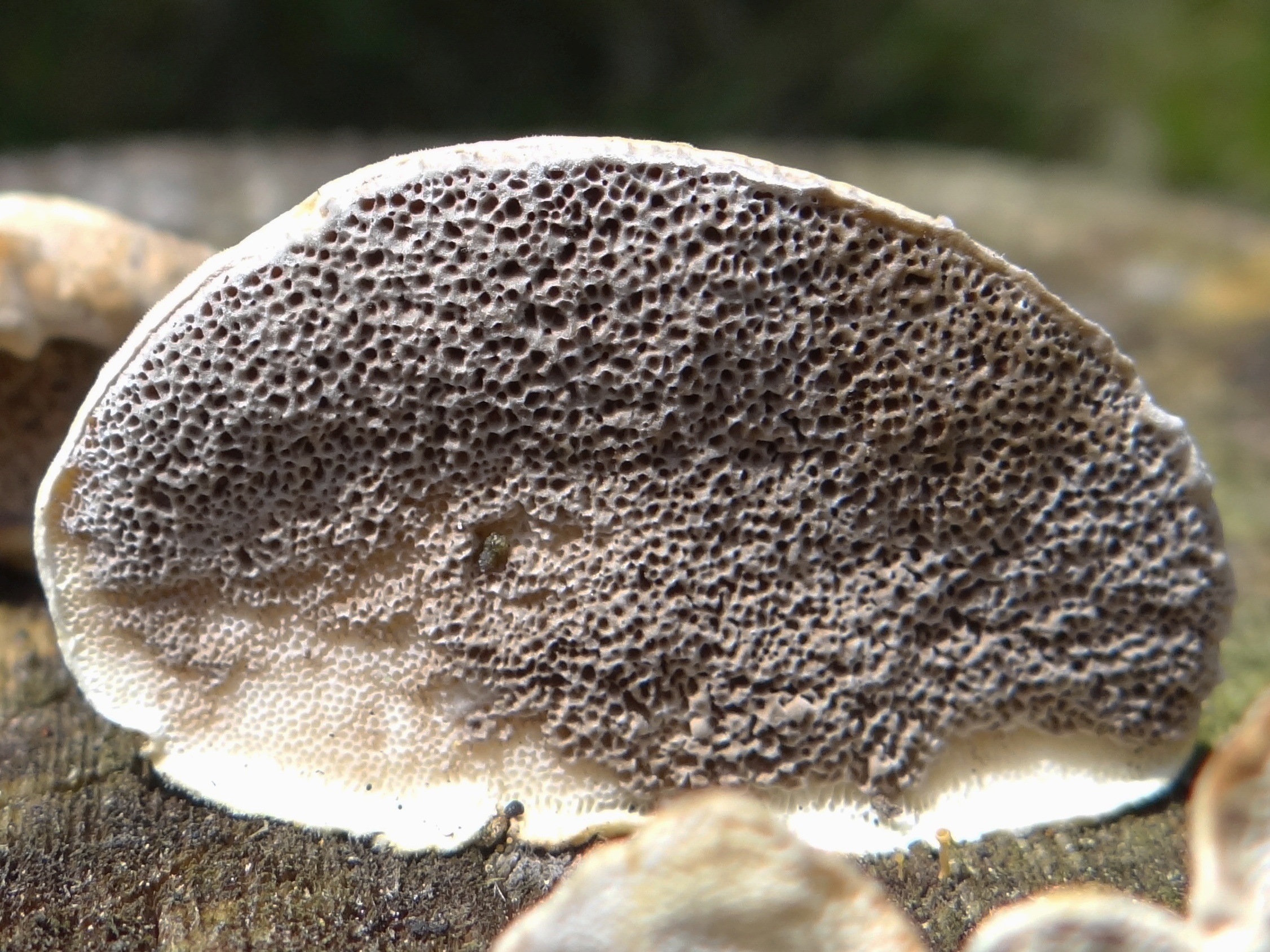
Hymenofor szaroporki odymionej

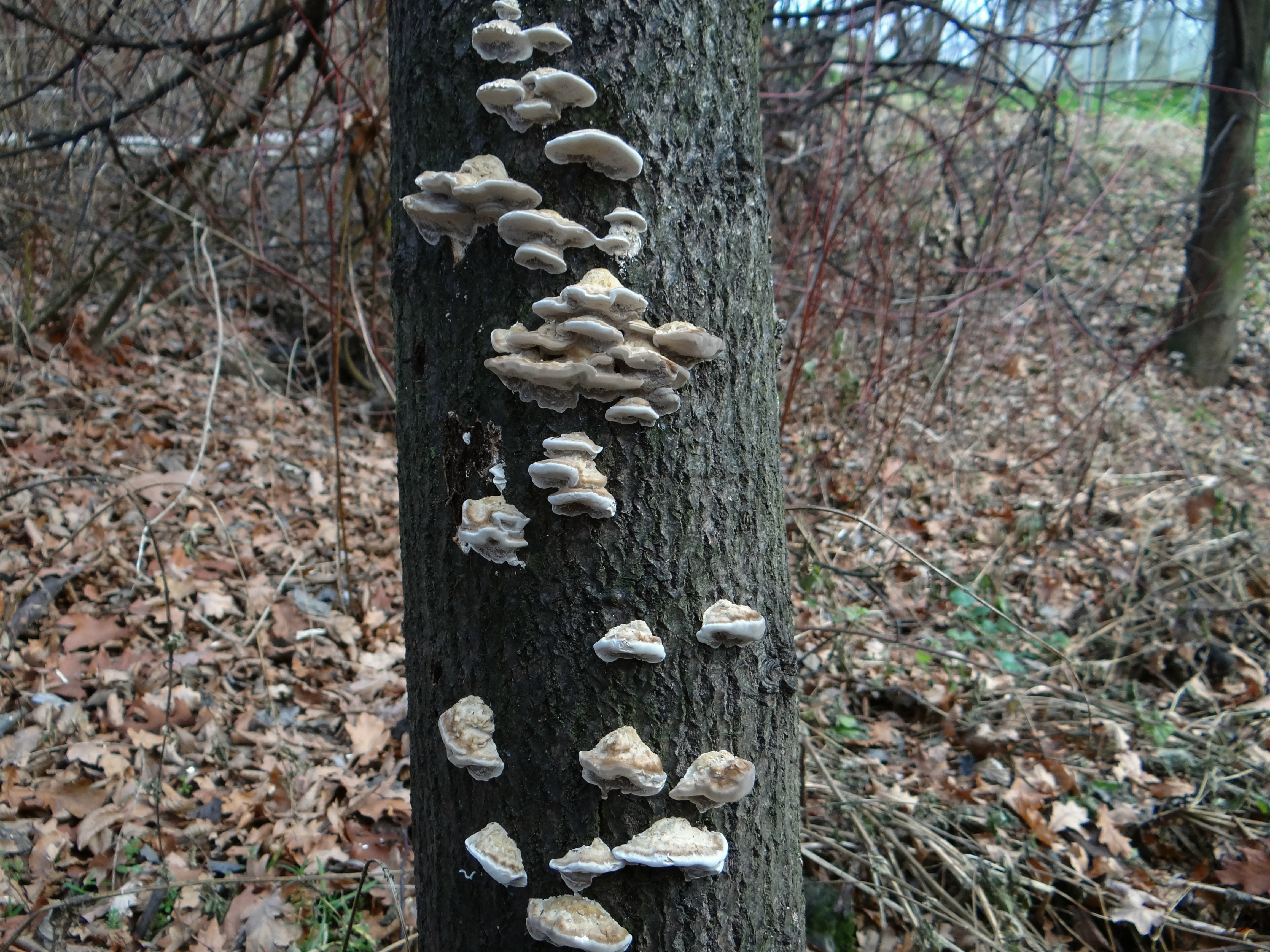
Szaroporka odymiona na wiązie

Szaroporka odymiona (Bjerkandera fumosa  (Pers.) P. Karst.) – gatunek grzybów z rodziny korownicowatych (Phanerochaetaceae). 

## Systematyka i nazewnictwo
Pozycja w klasyfikacji według Index Fungorum: Bjerkandera, Meruliaceae, Polyporales, Incertae sedis, Agaricomycetes, Agaricomycotina, Basidiomycota, Fungi.
Po raz pierwszy takson ten zdiagnozował w roku 1801 Christian Hendrik Persoon nadając mu nazwę Boletus fumosus. Obecną, uznaną przez Index Fungorum nazwę nadał mu w roku 1879 Petter Karsten, przenosząc go do rodzaju Bjerkandera. 
Synonimów nazwy naukowej ma ponad 50:
Nazwę polską zaproponował Władysław Wojewoda w 2003 r. W polskim piśmiennictwie mykologicznym gatunek ten ma też inne nazwy: bjerkandera odymiona, huba szorstko-szara, żagiew biała, żagiew odymiona, żagiew czarniawa. 

## Morfologia
Owocniki
Jednoroczne o szerokości 2–5 (wyjątkowo do 12) cm, i grubości 0,5–3 cm. Do podłoża przyrastają bokiem. Mogą być półkoliste, kapeluszowate, ale także rozpostarte lub rozpostarto-odgięte. Występują pojedynczo lub w grupach dachówkowato lub w rzędach (wówczas czasami zrastają się bokami). Górna powierzchnia owocników jest zazwyczaj równa, czasami tylko pagórkowata, u młodych owocników omszona, u starszych naga. U młodych owocników brzeg jest zaokrąglony i dość gruby, u starszych cienki, ostry i w niektórych miejscach podwinięty. Czasami występuje słabo zaznaczone pręgowanie i nieregularne plamy. Barwa od słomkowożółtej przez kremowoizabelowatą do bladoorzechowej, strefa przyrostu na brzegu owocnika jest biaława.
Hymenofor
Rurkowaty. Rurki tworzą jedną tylko warstwę i oddzielone są od miąższu ciemną linią o grubości 1–3 mm. U młodych owocników mają gładkie brzegi, u starszych ząbkowane. Pory okrągłe, wydłużone lub nieregularne, o średnicy 0,2–0,4 mm (na 1 mm mieszczą się 2–4). Hymenofor ma barwę od białawej przez białoszarą do kremowobrunatnej, po uciśnięciu brunatnieje.
Miąższ
Podczas wilgotnej pogody mięsisty lub skórzasty, dość twardy, w stanie suchym korkowaty. Jest wyraźnie pręgowany i ma kolor kremowoizabelowaty lub jasnego drewna.
Wysyp zarodników
Słomkowożółty. Zarodniki elipsoidalne, gładkie, o rozmiarach 5–6,5 × 2,5–3,5 µm.

## Występowanie i siedlisko
Występuje w Ameryce Północnej, Europie, Azji i Nowej Zelandii. W Polsce można spotkać ten gatunek w lasach, parkach, sadach, ogrodach, także przy drogach i w zaroślach nad brzegami rzek. 
Rośnie głównie na martwym drewnie drzew liściastych (na iglastym rzadko). Występuje na: wierzbie, klonie jaworze, klonie kolchidzkim, kasztanowcu zwyczajnym, buku, jabłoni domowej, topoli, wiązie pospolitym. Owocniki występują przez cały rok. 

## Znaczenie
Grzyb niejadalny, saprotrof rozkładający w drewnie zarówno celulozę, jak i ligninę i powodujący białą zgniliznę drewna. Czasami atakuje również żywe drzewa osłabione i uszkodzone (pasożyt słabości). 

## Gatunki podobne
Podobna jest częściej spotykana szaroporka podpalana (Bjerkandera adusta), która ma mniejsze, cieńsze i ciemniejsze owocniki oraz ciemniejszy hymenofor, który po uciśnięciu czernieje.